# لوینا
شهر لوینا (به آلمانی: Leuna) در ایالت زاکسن-آنهالت در کشور آلمان واقع شده‌است.